# Antoine Tanzilli

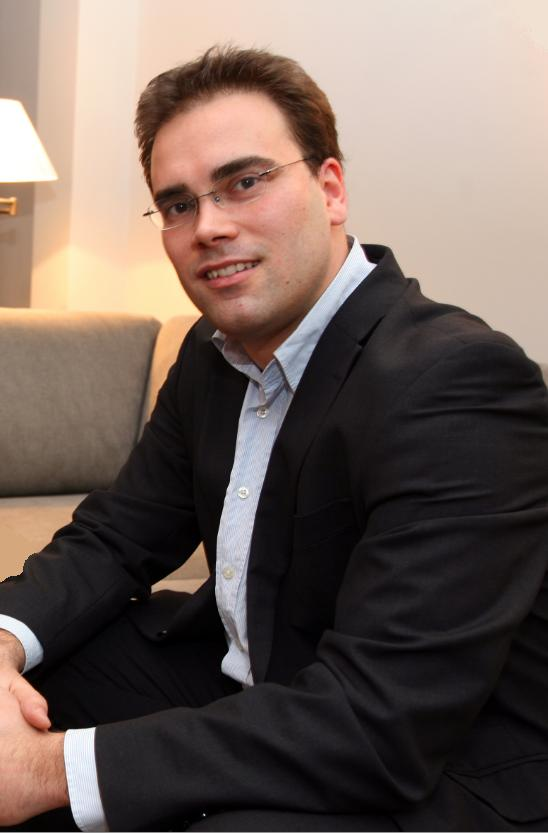
Antoine Tanzilli in 2012.

Antoine Tanzilli (Charleroi, 11 augustus 1980) is een Belgisch politicus voor het cdH, sinds maart 2022 Les Engagés genaamd.

## Levensloop
De van Italië afkomstige Antoine Tanzilli is van opleiding gediplomeerde in de rechten aan de UCL en gediplomeerde in het Europees recht aan de ULB. Beroepshalve werd hij advocaat.
Tanzilli werd politiek actief voor het cdH. Van 2006 tot 2018 was hij voor deze partij gemeenteraadslid van Charleroi en bovendien was hij van 2006 tot 2007 provincieraadslid van Henegouwen. In juli 2007 nam hij ontslag als provincieraadslid toen hij in Charleroi schepen van Cultuur en Toerisme werd. Na het ontslag van burgemeester Jean-Jacques Viseur in februari 2012 kreeg hij bovendien de bevoegdheden Financiën en Gemeentefondsen. Na de verkiezingen van 2012 verdween Tanzilli uit het gemeentebestuur van Charleroi. Dat jaar werd hij ook opnieuw verkozen tot provincieraadslid, maar hij nam deze functie niet op.
In januari 2013 werd hij lid van het Waals Parlement en het Parlement van de Franse Gemeenschap ter opvolging van Véronique Salvi die voltijds schepen van Charleroi werd. Hij bleef deze functies uitoefenen tot aan de verkiezingen van 2014. Bij deze verkiezingen was Tanzilli eerste opvolger op de lijst voor het Europees Parlement. 
Na het einde van zijn parlementaire loopbaan was hij van 2014 tot 2019 adjunct-kabinetschef, eerst van Waals viceminister-president Maxime Prévot en vanaf 2017 bij diens opvolgster Alda Greoli. In juli 2019 werd hij in Charleroi directeur van de Régie Communale Autonome, het autonoom gemeentebedrijf van de stad.